# Масорис (язык)
Масорис (/ maso’riʃ /, по-испански передавался как Macorix, Maçorís и Mazorij, в некоторых русских источниках — макори) — язык, существовавший на северном побережье современной Доминиканской Республики. Первые испанские колонизаторы Доминиканы сообщают только о трёх языках, существовавших на Карибах: таино (племена таино и сибонеев), а также неродственные им масорис и соседний сигуайо.
Племя масорис, по-видимому, вели полуседлый образ жизни, и их присутствие, по-видимому, предшествовало появлению сельскохозяйственных таино, которые заняли большую часть острова. Для ранних европейских писателей они имели общие черты с соседними сигуайо. Их язык, по-видимому, находился на грани исчезновения уже во время испанского завоевания, а через столетие вымер окончательно.

## Диалекты

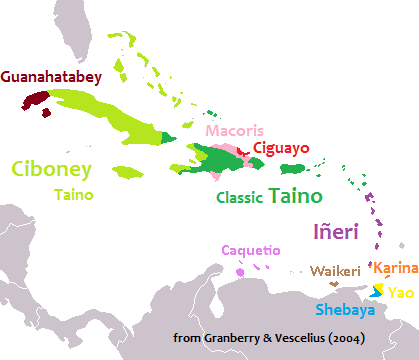
Языки Карибского региона в доколумбову эпоху (Грэнберри, Весселиус).

На верхнем диалекте масорис говорили на северо-центральном побережье Римско-католической епархии Магуа от Пуэрто-Плата до Нагуа и внутри страны до Сан-Франциско-де-Макорис и далее. Он также был распространен на юго-восточном побережье Эспаньолы в районе Сан-Педро-де-Макорис .
На нижнем диалекте масорис говорили в северо-западной части римско-католической епархии Магуа от Монте-Кристи до Пуэрто-Плата и от побережья в глубь страны до области Сантьяго-де-лос-Кабальерос.

## Лексикон
Мало что известно о языке масорис, за исключением того, что этот язык отличался как от таино, так и от соседнего сигуайо (сивайо). Достоверно засвидетельствована только одна лексема — отрицательная форма, baeza [baˈesa]. Это слово имеет параллели в ряде аравакских языков (но не таино или иньери), и может являться составной формой ba-ésa «не-что» = «ничто» (ср. язык манао ma-esa 'нет, не', язык пареси ma-isa 'не'. Отрицательный префикс в амаракаэри — ba-, даже если он связан с араваканскими языками, не может быть достоверно связан со словом из языка масорис.

## Топонимы
На Доминикане засвидетельствованы некоторые топонимы, не относящиеся к таино. По мнению Гранберри и Веселиус (2004), они могут быть родственны языку варао:
| Имя               | Параллель Варао | Значение варао         |
| ----------------- | --------------- | ---------------------- |
| Бахо (река)       | бахо-ро         | 'пелена, густая (лес)' |
| Бахоруко (регион) | бахо-ро-эку     | 'в лесу'               |
| Мана (река)       | мана            | 'два, двойной'         |
| Хайна (река)      | ха-ина          | 'много сетей'          |
| Саона (остров)    | Са-она          | 'полный летучих мышей' |

В то же время, варао и аравакские языки друг с другом не связаны. Возможно, лексика относится к более древнему слою населения, который к приходу испанцев уже исчез на Доминикане, но ещё существовал на Кубе (см. также про язык гуанахатабей)